# Кале (округ)
Кале (фр. Calais) — округ (фр. Arrondissement) во Франции, один из округов в регионе О-де-Франс. Департамент округа — Па-де-Кале. Супрефектура — Кале.
Население округа на 2019 год составляло 156 977 человек. Плотность населения составляет 265 чел./км². Площадь округа составляет 593,4 км².

## Состав
Кантоны округа Кале (с 1 января 2017 года):
- Кале-1
- Кале-2
- Кале-3
- Марк

Кантоны округа Кале (с 22 марта 2015 года по 31 декабря 2016 года):
- Кале-1
- Кале-2 (частично)
- Кале-3
- Марк (частично)

Кантоны округа Кале (до 22 марта 2015 года):
- Гин
- Кале-Нор-Уэст
- Кале-Сюд-Эст
- Кале-Центр
- Кале-Эст